# Magyarországi amerikaifutball-csapatok mérkőzései 2005-ben
A 2005-ös évben 33 mérkőzést vívtak egymás és külföldi csapatok ellen a magyarországi amerikaifutball-csapatok. A mérkőzések közt megtalálható volt a scrimmage-től a barátságos mérkőzésen át az első hazai amerikaifutball-bajnokság döntője.

## Csapatok
A 2005-ös évben 9 magyarországi amerikaifutball-csapat vett részt a mérkőzéseken:
- Budapest Black Knights (3)
- ARD7 Budapest Wolves (17)
- ARD7 Budapest Wolves II (3)
- Debrecen Gladiators (7)
- Győr Sharks (8)
- Nagykanizsa Demons (5)
- North Pest Vipers (2)
- St. Lawrence Giants (3)
- Zala Predators (3)

## Hazai és nemzetközi bajnokságok
2005-ben három nagy amerikaifutball esemény történt, ezek közül a legfontosabb az első magyar bajnokság, a Hungarian Bowl megrendezése volt.
- Ausztria, Osztrák Bajnokság az AFBÖ rendezésében
- Magyarország, I. Hungarian Bowl a MAFL rendezésében október 1-jétől november 11-éig.
- Szlovákia, Prague Arena Tournament a CAAF rendezésében december 11. és december 12-én a prágai Sportovní hala-ban.

## Mérkőzések
| Arena football | Scrimmage | Bajnokság |

## Közvetítések
Az I. Hungarian Bowl mérkőzéseit a Sport1 televízió közvetítette felvételről, valamint a Sport1 TV az NFL hatodik játékhetében, 90 percben (!) kizárólag a Hungarian Bowl alapszakasz mérkőzéseivel foglalkozott.
Az Osztrák Bajnokság mérkőzéseinek összefoglalóit az ORF SPORT közvetítette.

## Rekordok
Alább felsorolt rekordok kizárólag a 2005-ben megrendezett barátságos, illetve bajnoki mérkőzések eredményeiből:
- Legtöbb néző: 4000 – ARD7 Budapest Wolves – Vienna Knights (április 24.)
- Legtöbb pont: 79 – Nagykanizsa Demons – ARD7 Budapest Wolves (október 2.)
- Legkevesebb pont: 16 – Carinthian Cowboys – ARD7 Budapest Wolves (április 10.)
- Legnagyobb pontkülönbség: 79 – Nagykanizsa Demons – ARD7 Budapest Wolves (október 2.)
- Legkisebb pontkülönbség: 1 – ARD7 Budapest Wolves – AFC Rangers (szeptember 18.)
- Legtöbb mérkőzés egy magyarországi stadionban: 6 – Budapest, Wolves Stadion
- Legtöbb mérkőzést játszó hazai csapat: 17 – ARD7 Budapest Wolves

## Külső hivatkozások
- Magyarországi Amerikai Futballcsapatok Ligája[halott link] – a Hungarian Bowl rendezője
- American Football Bund Österreich – az Osztrák Bajnokság rendezője
- Oficiální stránky české asociace amerického fotbalu – a Prague Arena Tournament rendezője
- Sport 1 TV
- ORF SPORT